# Magaz de Pisuerga
Magaz de Pisuerga es una localidad y municipio de la comarca del Cerrato en la provincia de Palencia, comunidad autónoma de Castilla y León, España.

## Geografía
Integrado en la comarca de El Cerrato, se sitúa a 10 kilómetros del centro de la capital palentina. El término municipal está atravesado por la autovía de Castilla A-62 entre los pK 76 y 81, por la antigua carretera N-620, por la autovía A-610, que permite una rápida comunicación con Palencia y por carretera autonómica CL-619, que se dirige hacia Baltanás y Aranda de Duero. 
El relieve del territorio es el característico de la comarca, formado por la llanura castellana con algún cerro disperso y un gran páramo al noroeste, y el valle del río Pisuerga, que hace de límite con Reinoso de Cerrato. La altitud del municipio oscila entre los 872 metros (cerro Cincopicos) en un páramo al oeste y los 720 metros a orillas del río Pisuerga. El pueblo se alza a 727 metros sobre el nivel del mar. 
| Noroeste: Villalobón                              | Norte: Villalobón y Villamediana          | Noreste: Villamediana                   |
| Oeste: Palencia y Villamuriel de Cerrato          |                                           | Este: Villamediana y Reinoso de Cerrato |
| Suroeste: Villamuriel de Cerrato y Venta de Baños | Sur: Reinoso de Cerrato y Soto de Cerrato | Sureste: Reinoso de Cerrato             |

## Historia

### Siglo XIX
Así se describe a Magaz de Pisuerga en la página 17 del tomo XI del Diccionario geográfico-estadístico-histórico de España y sus posesiones de Ultramar, obra impulsada por Pascual Madoz a mediados del siglo XIX:

MAGAZ

Villa con ayuntamiento en la provincia, diócesis y partido judicial de Palencia (1 1/2 legua), audiencia territorial y capitanía general de Valladolid (8).
Situada al pie de una elevada cuesta en cuya cima se hallan las ruinas de un antiguo castillo y a la margen derecha del río Pisuerga, un poco más abajo de la confluencia del Arlanza y Arlanzón con el primero. Goza de un punto de vista alegre y pintoresco por las muchas villas y arbolado que desde aquel sitio se descubren. Tiene buena ventilación y el clima es templado y sano, a excepción del otoño, en que se padecen algunas calenturas intermitentes, y en que los miasmas pútridos que se exhalan de la laguna situada al NE de la población perjudican a su salubridad.
Consta de 78 casas de pobre construcción, y en general de un solo piso por alto, una plazuela en la que está la casa consistorial, un pósito con 256 fanegas de trigo de existencia; una escuela de ambos sexos cuyo maestro está dotado con 320 reales pagados del fondo de propios y 20 fanegas de trigo que dan los padres que tienen niños de 5 a 12 años.
En el término no hay más fuente que una denominada Fuente Amarga, cuya mala calidad sólo hace se utilice para los ganados; pues los vecinos se surten de la del río.
La iglesia parroquial situada en un extremo de la población es de buena arquitectura, su advocación San Mamés, y está servida por un cura teniente de primer ascenso, un beneficiado, sacristán y organista.
Confina el término por N el de Torquemada; por E con Reinoso de Cerrato; por S con Baños de Pisuerga; y por O con Palencia y Villalovón.
El terreno disfruta de monte y llano, la parte NE y SE es llana y muy fértil, mas no así la de NO, que sólo sirve para pastar el ganado. Tiene puestas en cultivo 1800 obradas y 100 aranzadas de viñas.
Si se desecara la laguna citada, a más de contribuir notablemente a la salubridad, se aumentaría una porción de terreno de excelente calidad; la parte E y S baña el río Pisuerga, el que contribuye de una manera poderosa en la fertilidad del suelo.
Los caminos son locales, y la carretera de Valladolid a Burgos y un trozo que dirige a Palencia, pasan por la villa; su estado es bueno. El correo lo recibe de Palencia dos veces a la semana, no obstante pasar por esta el correo de Valladolid a Burgos, así como las diligencias.
Producciones: trigo, cebada, avena, legumbres para el consumo y algún vino; se cría ganado lanar, caza de liebres y perdices, y pesca de barbos, truchas y anguilas.
Industria: la agrícola.
Comercio: la exportación de cereales sobrantes e importación de algunos artículos de primera necesidad.
Población: 73 vecinos, 380 almas.

Capital productivo: 426 500 reales. Imponible: 21 350. El presupuesto municipal asciende a 2000 reales y se cubre con los productos de las fincas de propios.

## Demografía
Cuenta con una población de 1034 habitantes (INE 2024).
| Gráfica de evolución demográfica de Magaz de Pisuerga entre 1842 y 2021 |
| |
| Población de derecho según los censos de población del INE Población de hecho según los censos de población del INEEn estos censos se denominaba Magaz: 1842, 1857, 1860, 1877, 1887, 1897, 1900, 1910, 1920, 1930, 1940, 1950, 1960, 1970, 1981 y 1991 |

| 1900 | 1910 | 1920 | 1930 | 1940 | 1950 | 1960 | 1970 | 1981 | 1991 | 2001 | 2011 |
| 726  | 664  | 683  | 665  | 819  | 898  | 841  | 571  | 508  | 782  | 721  | 1052 |

## Cultura

### Gastronomía

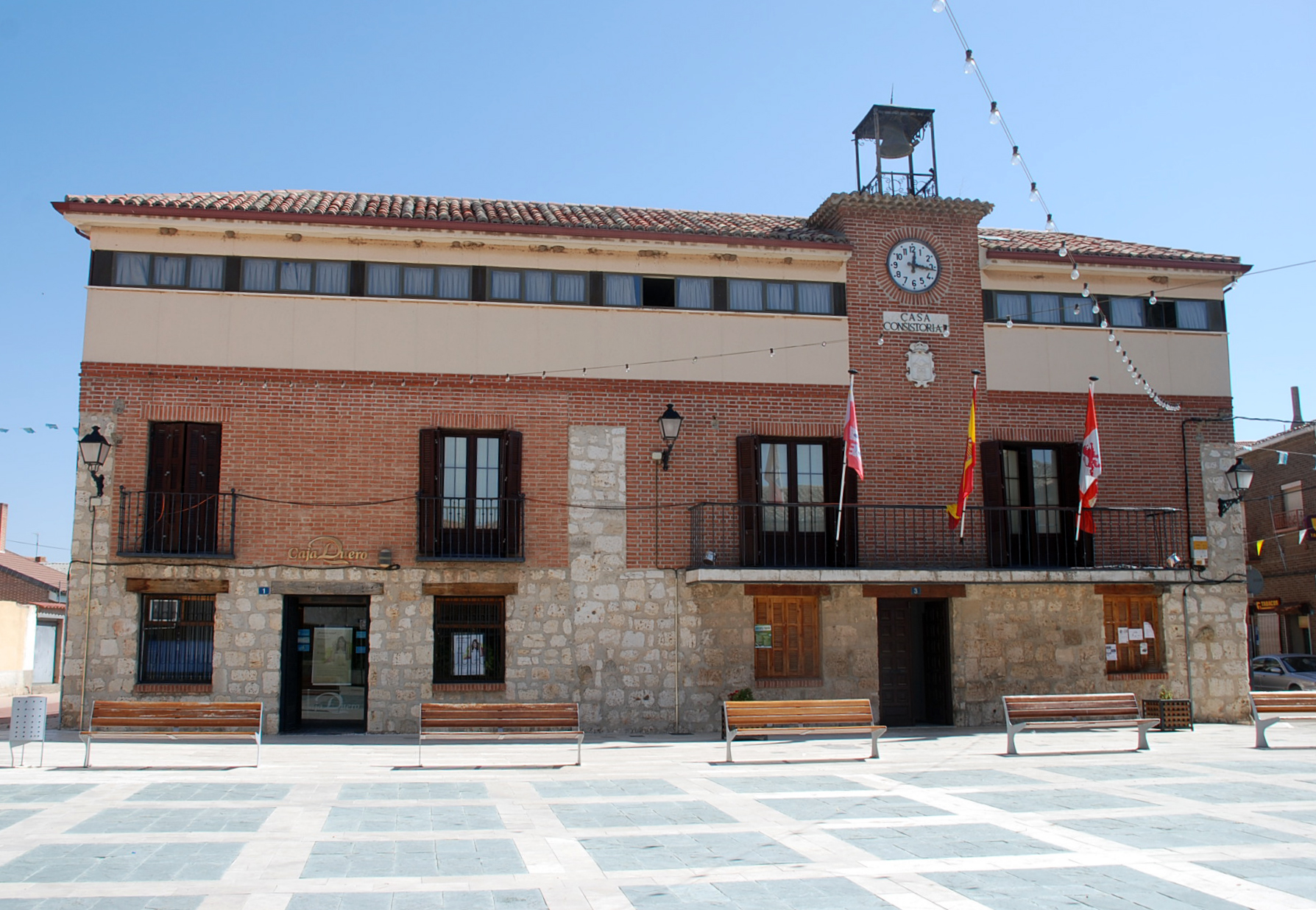
Ayuntamiento de la localidad.

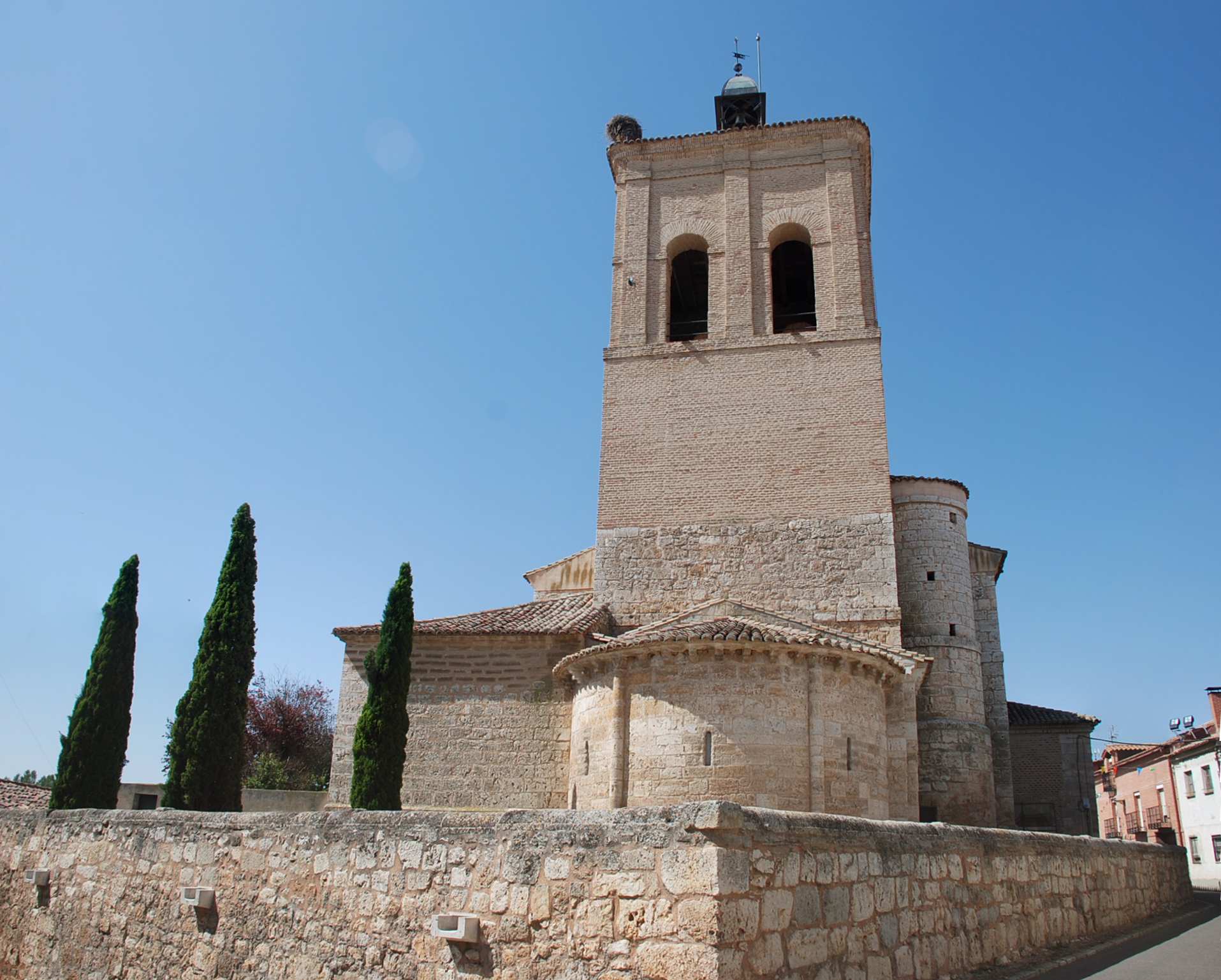
Vista de la torre y del ábside románico de la iglesia de San Mamés.

Las recetas más tradicionales de la zona son, la sopa castellana y el lechazo asado. También son típicas las sopas de ajo, de berro, la trucha frita y las torrijas.

### Fiestas y tradiciones
- San Mamés: 7 de agosto. Jornada festiva en Magaz de Pisuerga para honrar a su patrón. Se recuerda al santo con una misa en la iglesia del municipio que también lleva su nombre.
- Nuestra Señora de Villaverde: 8 de septiembre. Día central de las fiestas grandes del municipio. Se realiza un traslado de la Virgen de la ermita a la iglesia de San Mamés acompañada por los danzantes y el grupo de danzas "Virgen de Villaverde". El último día de fiesta se realiza otra peregrinación de vuelta a la ermita. En estos días, como es común en los pueblos de toda España los jóvenes y antiguos habitantes que por lo general no están en el pueblo, vuelven para pasar las fiestas; puesto que el ayuntamiento organiza muchas actividades para ellos.

## Monumentos y lugares de interés
- Castillo de Magaz: En el cotarro conocido como el Castillo de Magaz se situó en el siglo X una atalaya o torre fuerte, que dominaba la zona, como lo demuestran las viviendas rupestres que todavía se conservan. Las cuevas de la ladera del cerro fueron habitadas por celtas y romanos, encontrándose restos de cerámica de dichas épocas. A finales del siglo XI se fortificó la villa, construyéndose una fortaleza en el cerro, del que quedan restos, y que fue cedida por la reina Doña Urraca al obispo de Palencia Don Pedro I. En la guerra de la Independencia, Magaz fue ocupada por las tropas francesas, al encontrarse en el Camino Real.
- Iglesia de San Mamés: La iglesia parroquial de San Mamés de Magaz aún conserva en la actualidad el ábside románico del siglo XII, edificándose el resto conforme a las trazas de Alonso de Tolosa en el último cuarto de siglo XVI, aunque no se sabe con exactitud cuándo pudo desaparecer el edificio medieval. Al visitar Alonso de Tolosa en 1586 esta iglesia, pudo comprobar que había un templo anterior, por lo que mandó hacer los pilares y enlazarles mediante arcos de medio punto y así realizar las bóvedas.
- Ermita de la Virgen de Villaverde: Magaz de Pisuerga goza además de una ermita dedicada a la Virgen de Villaverde, donde se encuentra el cementerio de la localidad y que se edificó ya en época moderna sobre los cimientos de otra que existió en la antigüedad en el mismo lugar. De esta ermita habla la tradición relacionándola con el milagro del cercano pueblo de Villamuriel. No hace mucho tiempo, la cofradía de Villaverde disponía de un total de cuatrocientos cofrades que celebran su festividad en una romería el 7 de septiembre, día de la Virgen.